# Stazione di Kikuna
La stazione di Kikuna (菊名駅?, Kikuna-eki) è una stazione ferroviaria della città giapponese di Yokohama, nella prefettura di Kanagawa in Giappone. Si trova nel quartiere di Kanagawa-ku ed vi si incrociano la linea Yokohama della JR East e la linea Tōkyū Tōyoko delle Ferrovie Tōkyū.

## Linee
East Japan Railway Company
■ Linea Yokohama
 Tōkyū Corporation
● Linea Tōkyū Tōyoko

## Struttura

### Stazione JR
La parte JR della stazione di Kikuna è realizzata in viadotto con un marciapiede a isola centrale servente due binari.
| 1 | ■ Linea Yokohama |  | per Higashi-Kanagawa e Yokohama       |
| 2 | ■ Linea Yokohama |  | per Shin-Yokohama, Machida e Hachiōji |

### Stazione Tōkyū
La stazione Tōkyū, collegata a quella JR da un sottopassaggio, è dotata di 4 binari con due marciapiedi centrali a isola. 
| 3-4 | ● Linea Tōkyū Tōyoko |  | per Yokohama, Minatomirai e Motomachi-Chūkagai                                       |
| 5   | ● Linea Tōkyū Tōyoko |  | per Musashi-Kosugi, Jiyūgaoka, Naka-Meguro, Shibuya, e (via linea Hibiya) Kita-Senju |
| 6   | ● Linea Tōkyū Tōyoko |  | per Musashi-Kosugi, Jiyūgaoka, Shibuya                                               |

## Stazioni adiacenti
| «                  | Servizio                    | »              |
| Linea Yokohama     | Linea Yokohama              | Linea Yokohama |
| ------------------ | --------------------------- | -------------- |
| Ōguchi             | Locale                      | Shin-Yokohama  |
| Higashi-Kanagawa   | Rapido                      | Shin-Yokohama  |
| Linea Tōkyū Tōyoko |                             |                |
| Ōkurayama          | Locale                      | Myōrenji       |
| Tsunashima         | Espresso                    | Yokohama       |
| Hiyoshi            | Espresso Limitato Pendolari | Yokohama       |
| Musashi-Kosugi     | Espresso Limitato           | Yokohama       |